# Équipe du Cameroun féminine de handball
Dernière mise à jour : 07/04/2024.
L'équipe du Cameroun féminine de handball est la sélection nationale représentant le Cameroun dans les compétitions internationales féminines de handball.
La sélection a participé à une première reprise au Championnat du monde, en 2005, y terminant à la 22e place. Puis, grâce à sa troisième place au Championnat d'Afrique 2016, elle participe au Championnat du monde 2017, où elle atteint la 20e place sur 24 nations participantes.
Au niveau continental, elle est médaillée d'argent aux Championnats d'Afrique 1979, 1987, 2004, 2021 et 2022 et médaillée de bronze en 1983, 1985 et 2016.
Les Camerounaises sont aussi médaillées d'or des Jeux africains de 2003, médaillées d'argent en 1978, de 2015 et de 2019 et médaillées de bronze en 1987, 1999 et 2011.

## Parcours
| Championnats du monde - 1962 à 2003 – non qualifié - 2005 – 22e - 2007 à 2015 – non qualifié - 2017 – 20e - 2019 – non qualifié - 2021 – 28e - 2023 – 24e Jeux africains - 1978 – 2e - 1987 – 3e - 1991 – 5e - 1995 – non qualifié - 1999 – 3e - 2003 – 1er - 2007 – 4e - 2011 – 3e - 2015 – 2e - 2019 – 2e - 2023 – 3e | Championnats d'Afrique des nations - 1974 – non qualifié - 1976 – non qualifié - 1979 – 3e - 1981 – non qualifié - 1983 – 3e - 1985 – 3e - 1987 – 2e - 1989 – forfait - 1991 – non qualifié - 1992 – non qualifié - 1994 – non qualifié - 1996 – 5e - 1998 – 4e - 2000 – 4e - 2002 – 5e - 2004 – 2e - 2006 – 5e - 2008 – 7e - 2010 – 7e - 2012 – 5e - 2014 – 7e - 2016 – 3e - 2018 – 4e - 2021 – 2e - 2022 – 2e |

## Personnalités liées à la sélection
Parmi les internationales camerounaises, on trouve :
- Berthe Abiabakon
- Petronie Ateba Engabi
- Linda Awu (GB)
- Paola Ebanga Baboga (ARD)
- Marie-Paule Balana
- Vanessa Djiepmou
- Apolline Ekobena
- Karichma Ekoh (ARD & ARG)
- Claudia Eyenga Ndjong
- Anne Essam
- Liliane Maffo Kamga
- Sifan Kongnyuy
- Clarisse Madjoufang
- Michaella Magba
- Ursule Mbah, élue meilleure DC de la CAN 2004
- Noëlle Mben (GB)
- Anne Mbouchou
- Jacqueline Mossy
- Armelie Mvoua
- Pasma Nchouapouognigni
- Adjani Ngouoko
- Sonya Marlaine Nnomo
- Yolande Touba
- Yvette Yuoh
- Jasmine Yotchoum.

Parmi les sélectionneurs, on trouve :
- Augustin Nyongha : dans les années 2000
- Jean Marie Zambo : de 2014 à 2018[1]
- Simon Burchard Menguede : intérim de 2018[1] à 2019
- Serge Christian Guébogo : d'avril 2019 à son décès brusque le 14 février 2023
- Jamal El Kabouss : depuis 2023[réf. nécessaire]
  - Paule Baudouin : adjointe depuis 2023[réf. nécessaire]